# Art Farmer
Arthur Stewart Farmer (21 de agosto de 1928 - 4 de octubre de 1999) fue un trompetista y fliscornista de jazz estadounidense. También tocaba la flumpet, una combinación de trompeta y fliscorno especialmente diseñada para él. Él y su hermano gemelo idéntico, el contrabajista Addison Farmer, empezaron a tocar profesionalmente en el instituto de Los Ángeles. Art ganó mayor atención tras el lanzamiento de una grabación de su composición «Farmer's Market» en 1952. Posteriormente se trasladó de Los Ángeles a Nueva York, donde tocó y grabó con músicos como Horace Silver, Sonny Rollins y Gigi Gryce, y se dio a conocer principalmente como intérprete de bebop.
A medida que crecía su reputación, Farmer pasó del bebop a formas más experimentales trabajando con compositores como George Russell y Teddy Charles. Pasó a formar parte del cuarteto de Gerry Mulligan y, con Benny Golson, cofundó el Jazztet. Para seguir desarrollando su propio sonido, Farmer cambió la trompeta por el cálido fliscorno a principios de la década de 1960, y contribuyó a establecer el fliscorno como instrumento solista en el jazz. Se instaló en Europa en 1968 y siguió realizando giras internacionales hasta su muerte. Farmer grabó más de 50 álbumes con su propio nombre, una docena con el Jazztet y docenas más con otros líderes. Su forma de tocar es conocida por su individualidad, sobre todo por su lirismo, la calidez de su tono y su sensibilidad.

## Biografía
Arthur Stewart Farmer nació el 21 de agosto de 1928 en Council Bluffs (Iowa, Estados Unidos) y era el hijo de un trabajador del acero. Farmer comenzó a trabajar como músico pasada la mitad de los años 40. Asentado en Los Ángeles, formó parte de las bandas de Benny Carter y Jay McShann, entre otros.
Se unió a la orquesta de Lionel Hampton alrededor 1953 (trompetistas como Clifford Brown y Quincy Jones también formaron parte de la orquesta de Hampton en aquella época) y tras su traslado a Nueva York, trabajó más tarde con Gigi Gryce, Horace Silver y Gerry Mulligan, entre otros. A partir de mediados de la década de 1950 figuró en grabaciones de los principales arreglistas de la época, incluyendo a George Russell, Jones y Oliver Nelson. También formó The Jazztet con el compositor y saxofonista tenor Benny Golson; ambos hombres por separado habían tomado la decisión de que el otro debería ser un miembro de su grupo. The Jazztet no tuvo contratos con clubes suficientes para durar más allá de 1962, pero ayudó realmente a las carreras diversos músicos, como el pianista McCoy Tyner y trombonista Grachan Moncur III y el grupo grabó varios álbumes para Argo y Mercury Records. Farmer y Golson revivieron The Jazztet en los años 80 para una serie de contratos, con el trombonista original Curtis Fuller que volvía al grupo.
A comienzos de los años 60, Farmer formó un trío con el guitarrista Jim Hall y el bajista Steve Swallow. Entonces se trasladaron a Europa, asentándose finalmente en Viena (Austria), donde trabajó con The Kenny Clarke-Francy Boland Big Band. También realizó grabaciones como líder a lo largo de su carrera posterior.
Tenía un hermano gemelo idéntico, Addison Farmer, que tocaba el bajo. El trompetista británico Humphrey Lyttleton contó una vez la siguiente historia acerca de ellos: 

Una vez, cuando un entrevistador preguntó a los hermanos cómo se diferenciaban ellos, Art contestó lacónicamente: por la mañana cojo el bajo y si no puedo tocarlo, es que soy Art.

## Estilo
Las descripciones del estilo de Farmer siempre destacan su lirismo y la calidez de su sonido. Los Angeles Times señala que su interpretación tenía "un tono dulcemente lírico y una aproximación melódica al fraseo, ninguno de los cuales minimizaba su capacidad de producir frases rítmicamente balanceadas". Los comentarios equivalentes en The Guardian fueron que "Farmer evitó el sonido brillante y penetrante de la trompeta ortodoxa y fue influenciado por la articulación más reservada de Miles Davis y Kenny Dorham", y que, aunque parecía más restringido que Davis o Lee Morgan, "Farmer estaba en un camino verdaderamente original. Su frases eran siempre distintivas, dejando al ritmo correr delante de él como en la forma de cantar de Billie Holiday".
Tocó sobre todo el fiscornio de los primeros años 60, utilizando el sonido más suave de este instrumento y su capacidad de conseguir lo que quería de él sin tener que utilizar la sordina. En 1989 participó en la creación de una trompeta-fliscorno híbrida, el flumpet, que fue construido para él por el fabricante de instrumentos David Monette. Este instrumento le permitió tocar con más expresión en una variedad de situaciones, desde grupos pequeños hasta grandes bandas. En 1997, Monette le presentó un flumpet personalizado, con decoraciones que simbolizaban personas y lugares importantes en la vida de Farmer.
La determinación de Farmer de seguir explorando formas de expresión continuó a lo largo de su vida. Un comentario sobre un concierto dado cuando Farmer tenía 67 años era que "su estilo seguía evolucionando" y que "interpretó varios solos en los cuales sus líneas características que fluían fueron interrumpidas por los saltos melódicos repentinos, amplios y los acentos rítmicos". Unos pocos meses antes de su muerte The Guardian observó que la forma de tocar de Farmer en temas más lentos había alcanzado un nuevo nivel de expresión emocional.

## Discografía
- The Art Farmer Septet (Fantasy Records, 1954)
- Early Art (Fantasy Records, 1954)
- When Farmer Met Gryce (Fantasy Records, 1955)
- Two Trumpets (Original Jazz Classics, 1956)
- Farmers Market (Fantasy Records, 1956)
- Modern Art (CM Blue Note, 1958)
- Portrait of Art Farmer (Fantasy Records, 1958)
- Meet the Jazztet (Geffen, 1960)
- Listen To Art Farmer & The Orchestra (Verve Records, 1962)
- Yesterday's Thoughts (Test of Time Records, 1976)
- On the Road (Concord Records, 1976)
- Real Time (Fantasy Records, 1986)
- Back to the City (Fantasy Records, 1986)
- Something to Live For: The Music of Billie Holiday (Fantasy Records, 1987)
- Blame It On My Youth (Fantasy Records, 1988)
- Foolish Memories (L&R Records)
- Ph.D. (Fantasy Records, 1989)
- Soul Eyes (Enja Records, 1992)
- The Company I Keep (Arabesque Records, 1994)
- The Meaning of Art (Arabesque Records, 1995)
- Out of the Past (GRP Records, 1996)
- Silk Road (Arabesque Records, 1996)
- The Quartets (Hindsight Records, 1997)
- Live at The Stanford Jazz Workshop (Monarch Records, 1997)
- Art Farmer and the Jazz Giants (Fantasy Records, 1998)
- Artistry (Concord Records, 2001)
- At Birdhouse (Verve, 2002)
- What Happens? (Cam, 2005)
- To Duke With Love (Test of Time Records)
- The Summer Knows (Test of Time Records)
- Farmers Market (Prestige)
- At Boomers (Test of Time Records, 2008)
- Brass Shout (Blue Note)